# Jaron and the Long Road to Love
Jaron and the Long Road to Love ist der Künstlername des US-amerikanischen Country-Pop-Sängers Jaron David Lowenstein (* 18. März 1974 in Atlanta, Georgia).

## Biografie
Ab dem Ende der 1990er Jahre waren die eineiigen Zwillinge Jaron und Evan Lowenstein als Folk-Rock-Duo Evan and Jaron erfolgreich. 2004 beendeten sie ihre Zusammenarbeit und während sich Evan ganz ins Familienleben zurückzog, machte Jaron solo unter dem Namen Jaron and the Long Road to Love weiter.
Musikalisch wandte er sich der Countrymusik zu. Es dauerte bis 2009, bis er seine erste Single Pray for You fertiggestellt hatte. Mit ihr konnte er an frühere Erfolge anknüpfen und hatte im Frühjahr 2010 einen Top-40-Hit in den US-Charts. Im Juli des Jahres erschien sein selbst produziertes Solodebütalbum Getting Dressed in the Dark. Es erreichte Platz 2 der Countrycharts und Platz 16 der Billboard 200.
Bei den American Country Awards wurde Lowenstein zweimal in Newcomer-Kategorien nominiert.

## Diskografie
Alben
- Getting Dressed in the Dark (2010)

Singles
- Pray for You (2009)
- That’s Beautiful to Me (2010)